# 技術フォーサイト
技術フォーサイト（ぎじゅつフォーサイト、英: technology foresight）とは、大きな経済的・社会的便益を生むような戦略的研究分野や新興技術を見極める目的で科学技術や経済社会の長期的将来を探索する系統的な活動を指す。
フォーサイトは日本では予測、戦略、見通し、展望、ビジョンなどの策定活動に相当する。
フォーサイトはもともと1980年代に英国の科学技術政策研究者によって導入された概念であり、日本の各省庁・民間における技術予測や優先順位付け、ビジョンなどの技術研究開発戦略から着想を得ている。英国ではその後独自にフォーサイトの実践を発展させ、近年、それが日本に逆輸入される形で「フォーサイト」という用語が広まった。1990年代以降フォーサイト活動の視点や手法、目的が多様化してきており、地域におけるふさわしい将来社会のあり方を展望する地域フォーサイトなどの実践も見られるほか、日本での現在の活動をフォーサイトとして過去の技術予測などの活動と区別する議論もある。なお、科学技術政策研究所の実施する科学技術予測調査では、フォーサイトを予測と訳している。
テクノロジーアセスメント、評価とならんで戦略的知性の主要なアプローチの一つとされる。